# Reifenzimmerung
Als Reifenzimmerung oder Bügelzimmerung bezeichnet man im Bergbau eine Form des Schachtausbaus, die aus dünnen, rund gebogenen Baumstämmen oder Ästen, die als Bügel bezeichnet werden, besteht. In einigen Bergrevieren wurde die Reifenzimmerung auch nur mit Reisig erstellt. Gegen Ende der 1820er Jahre wurde von Seiten des königlich preußischen  Oberbergamtes in dessen Zuständigkeitsbereich liegenden Bergrevieren die Verwendung der Reifenzimmerung bei neu zu erstellenden Schächte verboten und die Verwendung von Gevierten vorgeschrieben.

## Verwendung und Aufbau
Verwendet wird die Reifenzimmerung bei rolligem Gebirge in Reifenschächten. Sie besteht aus rund gebogenen Ästen oder dünnen Baumstämmen, teilweise auch aus Reisig. Die verwendeten Äste haben einen Durchmesser von 1½ Zoll. Teilweise werden, je nach Erfordernis, auch bis zu zwei Zoll dicke Baumstämme verwendet. Als Material wird meistens Birkenholz verwendet. Es werden aber auch Buchen, Eschen oder Rotbuchenhölzer verwendet. Die Stämme haben eine Länge von fünf bis zehn Metern. Mit diesen dünnen Hölzern, die der Bergmann als Bügel oder Raitel bezeichnet, wird der Schacht dann ausgekleidet. Dabei muss darauf geachtet werden, dass die Hölzer im frisch geschlagenem Zustand gebogen und eingebaut werden. Sobald die Schachthauer den Reifenschacht ein kleines Stück abgeteuft haben, werden die Hölzer wie Reifen herumgeführt und ineinander gewunden. Dabei muss der Bergmann darauf achten, dass die Reifen so eingebracht werden, dass das dicke Ende nach unten gegen die Schachtwandung gelegt werden. Die einzelnen Raitel werden entweder von unten nach oben oder von oben nach unten eingebaut. Die Raitel müssen beim Einbau fest über- oder untereinander liegen. Durch das natürliche Bestreben der Hölzer, wieder eine gerade Richtung einzunehmen, üben die Hölzer in der Regel einen ausreichenden Druck auf die Schachtstöße aus, um dem Druck der Schachtwände widerstehen zu können. Dort, wo es dennoch erforderlich ist, werden zum besseren Halt der Reifen Längenhölzer in Teufrichtung an die Reifen genagelt, um diese untereinander zu verbinden.